# (16962) Elizawoolard
(16962) Elizawoolard (1998 QP93) – planetoida z grupy pasa głównego asteroid okrążająca Słońce w ciągu 3,75 lat w średniej odległości 2,41 j.a. Odkryta 28 sierpnia 1998 roku.